# Richard Hatch (Schauspieler)

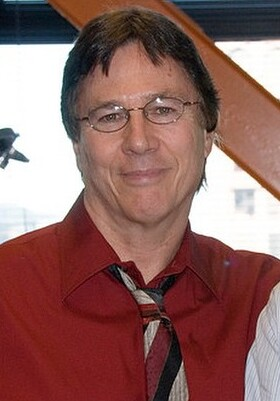
Richard Hatch

Richard Hatch (* 21. Mai 1945 in Santa Monica, Kalifornien; † 7. Februar 2017 in Los Angeles, Kalifornien) war ein US-amerikanischer Schauspieler und Schriftsteller.

## Leben
Hatch besuchte zuerst das Harbor College in San Pedro. 1967 zog er nach New York City, wo er an verschiedenen Off-Broadway-Produktionen mitwirkte und mit einem Obie Award ausgezeichnet wurde. 1971 wurde er für die Seifenoper All My Children besetzt, daraufhin begann seine Karriere als Fernsehschauspieler. Es folgten Gastrollen in verschiedenen Fernsehserien wie Die Waltons und Hawaii Fünf-Null, bis er 1976 Nachfolger von Michael Douglas in Die Straßen von San Francisco wurde. Die Serie wurde im darauffolgenden Jahr nicht mehr verlängert, aber dies ermöglichte es ihm, 1978 eine der Hauptrollen in Kampfstern Galactica anzunehmen. Er spielte Cpt. Apollo, Sohn des Kommandanten Adama (Lorne Greene), in der damals mit sieben Millionen Dollar pro Folge teuersten Fernsehserie in den USA. Die Serie umfasste 24 Folgen, aus denen zwei Kinofilme (jeweils aus drei Folgen) für den deutschsprachigen Raum zusammengeschnitten wurden. Bei der erfolglosen zehnteiligen Nachfolgeserie (aus welcher der dritte deutsche Kinofilm resultierte) war Hatch jedoch nicht mehr mit an Bord. Für seine Darstellung wurde er für den Golden Globe Award nominiert.
Anfang der 1980er Jahre hatte Hatch eine größere Nebenrolle im Spielfilm Charlie Chan und der Fluch der Drachenkönigin, wo er den Enkel des Meisterdetektivs Charlie Chan (Peter Ustinov) spielte. 1983 spielte er die Hauptrolle im Science-Fiction-B-Movie Gefangene des Universums. Bis Mitte der 1980er Jahre war er weiterhin in vielen Fernsehserien zu sehen, unter anderem in einer wiederkehrenden Gastrolle in Der Denver-Clan. Als seine Auftritte rarer wurden, verfasste er einige Fantasybücher über das Galactica-Universum.
2004 wurde er als einziger Schauspieler der Originalserie für die Neuauflage Battlestar Galactica engagiert, jedoch in einer anderen Rolle.
Hatch starb am 7. Februar 2017 im Alter von 71 Jahren an den Folgen von Bauchspeicheldrüsenkrebs in einem Krankenhaus in Los Angeles.

## Filmografie (Auswahl)
- 1971: All My Children (Fernsehserie, eine Folge)
- 1972, 1975: Cannon (Fernsehserie, 2 Folgen)
- 1973: Kung Fu (Fernsehserie, eine Folge)
- 1973: Barnaby Jones (Fernsehserie, 1 Folge)
- 1973: The New Perry Mason (Fernsehserie, 1 Folge)
- 1973, 1975: Hawaii Fünf-Null (Hawaii Five-0, Fernsehserie, 3 Folgen)
- 1974–1975: Die Waltons (The Waltons, Fernsehserie, 2 Folgen)
- 1976–1977: Die Straßen von San Francisco (The Streets of San Francisco, Fernsehserie, 24 Folgen)
- 1978–1979: Kampfstern Galactica (Battlestar Galactica, Fernsehserie, 21 Folgen)
- 1981: Charlie Chan und der Fluch der Drachenkönigin (Charlie Chan and the Curse of the Dragon Queen)
- 1982, 1985: Love Boat (The Love Boat, Fernsehserie, 3 Folgen)
- 1983: Gefangene des Universums (Prisoners of the Lost Universe)
- 1983: Fantasy Island (Fernsehserie, eine Folge)
- 1984: Mord ist ihr Hobby (Murder, She Wrote, Fernsehserie, eine Folge)
- 1984–1985: Der Denver-Clan (Dynasty, Fernsehserie, 5 Folgen)
- 1985: Trio mit vier Fäusten (Riptide, Fernsehserie, eine Folge)
- 1986: MacGyver (Fernsehserie, eine Folge)
- 1988: Bye Bye Vietnam (Angel Hill: L’ultima missione)
- 1988: Leathernecks (Colli di cuoio)
- 1989: Dark Bar
- 1989: Hölle der Verdammten (Mal d'Africa)
- 1990: Jake und McCabe – Durch dick und dünn (Jake and the Fatman, Fernsehserie, eine Folge)
- 1990: California Clan (Santa Barbara, Fernsehserie, 12 Folgen)
- 1991: Delta Force Commando II
- 1995: Baywatch – Die Rettungsschwimmer von Malibu (Baywatch, Fernsehserie, 2 Folgen)
- 2004–2009: Battlestar Galactica (Fernsehserie, 22 Folgen)
- 2008: InAlienable
- 2012: Dead by Friday
- 2014: Prelude to Axanar (Kurzfilm)

## Auszeichnungen
- 1979: Golden-Globe-Nominierung für Kampfstern Galactica